# Lambert Heinrich von Babo
Lambert Heinrich von Babo (Ladenburg, Baden-Württemberg, 25 de novembre de 1818 - Karlsruhe, 15 d'abril de 1899) fou un químic alemany, conegut pels seus estudis sobre la pressió de vapor de l'aigua.

## Biografia
Babo era el fill de l'enginyer agrònom Joseph Lambert von Babo i la seva primera dona Carolina Ehrmann. L'enòleg August Wilhelm von Babo fou el seu germanastre. Després de graduar-se a l'escola secundària Babo estudià medicina a les Universitats de Heidelberg i Múnic i rebé el doctorat el 1842 a Heidelberg. L'any següent començà els seus estudis de química amb el químic Justus von Liebig a Gießen i els completà el 1845. Fou professor a la Universitat de Friburg des del 1854. Com a tal, també fou nomenat un expert per als tribunals del Gran Ducat.

## Obra
Babo desenvolupà un embut per a la calefacció de recipients de vidre, que porta el seu nom. Aquest consisteix en un tronc de con invertit de xapa d'acer amb tires d'amiant disposats radialment a la paret interior.
Tanmateix les investigacions més destacades foren les relacionades amb el descens de la pressió de vapor de l'aigua en les dissolucions. Babo descobrí el 1848 que el descens relatiu de la pressió de vapor degut a una substància en dissolució és la mateixa per a qualsevol temperatura (llei de Babo).